# 西库翁的克利斯提尼
西库翁的克利斯提尼（英語：Cleisthenes of Sicyon），（约活动于公元前6世纪前后），古希腊城邦西库翁的僭主。他通过嘲弄以及镇压等多种的方式削弱多里安人的有利地位。后又凭借城邦之间的战争而获取声誉。历史学家希罗多德曾在自己的作品中记述了古希腊人追求其女儿阿伽里斯特的故事。

## 扩展阅读
- Sealey, Raphael, A History of the Greek City States 700–338 B.C. Berkeley: University of California Press, 1976.